# Skottlands kommuner
Skottlands kommuner (council areas, "rådsområden") är administrativa enheter som ersatte indelningen i regioner 1 april 1996. Det är den enda nivån för lokal förvaltning i Skottland. Det finns totalt 32 kommuner i Skottland. 

## Kommuner
| 1. Inverclyde 2. Renfrewshire 3. West Dunbartonshire 4. East Dunbartonshire 5. Glasgow City 6. East Renfrewshire 7. North Lanarkshire 8. Falkirk 9. West Lothian 10. Edinburgh 11. Midlothian 12. East Lothian 13. Clackmannanshire 14. Fife 15. Dundee City 16. Angus | 1. Aberdeenshire 2. Aberdeen City 3. Moray 4. Highland 5. Na h-Eileanan Siar (Yttre Hebriderna) 6. Argyll and Bute 7. Perth and Kinross 8. Stirling 9. North Ayrshire 10. East Ayrshire 11. South Ayrshire 12. Dumfries and Galloway 13. South Lanarkshire 14. Scottish Borders 15. Orkneyöarna 16. Shetlandsöarna |  |